# جيمس باترفيلد
جيمس باترفيلد (بالإنجليزية: James Butterfield)‏ هو مجدف بريطاني، ولد في 1 سبتمبر 1950 في هاميلتون في برمودا.

## وصلات خارجية
- جيمس باترفيلد على موقع الاتحاد الدولي للتجديف (الإنجليزية)
- جيمس باترفيلد على موقع اللجنة الأولمبية الدولية (الإنجليزية)
- جيمس باترفيلد على موقع أوليمبيديا (الإنجليزية)
- جيمس باترفيلد على موقع اتحاد ألعاب الكومنولث (مؤرشف) (الإنجليزية)